# Ауса, Камила Солорзано
Камила Солорсано Аюса (исп. Camila Solórzano Ayusa; род. 16 августа 1989 года в городе Сан-Мигель-де-Тукуман) — победительница конкурса красоты Мисс Вселенная Аргентина 2012 и представляла Аргентину на конкурсе Мисс Вселенная 2012.

## Мисс Земля 2008

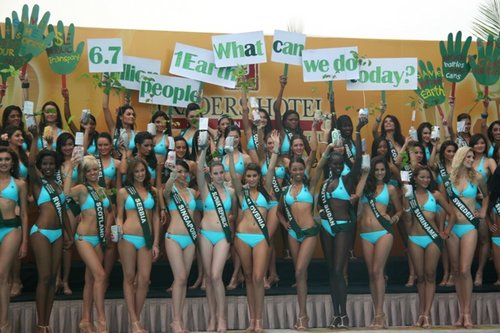
Участницы конкурса Мисс Земля 2008

Камила представляла свою страну на конкурсе Мисс Земля 2008 на Филиппинах.

## Мисс Аргентина 2012
Камила Солорзано из провинции Тукуман, победила на конкурсе Мисс Вселенная Аргентина состоявшемся 6 ноября 2012 года. Рост Камилы 179 см.

## Мисс Вселенная 2012
Она представляла Аргентину на конкурсе «Мисс Вселенная 2012» в Лас-Вегасе, но не попала в полуфинал.